# Parc Nacional de Nyika
El parc nacional de Nyika és el parc nacional més gran de Malawi, amb una àrea de 3.200 km2. A més a més, és el parc més antic de Malawi.

## Localització i accés per carretera

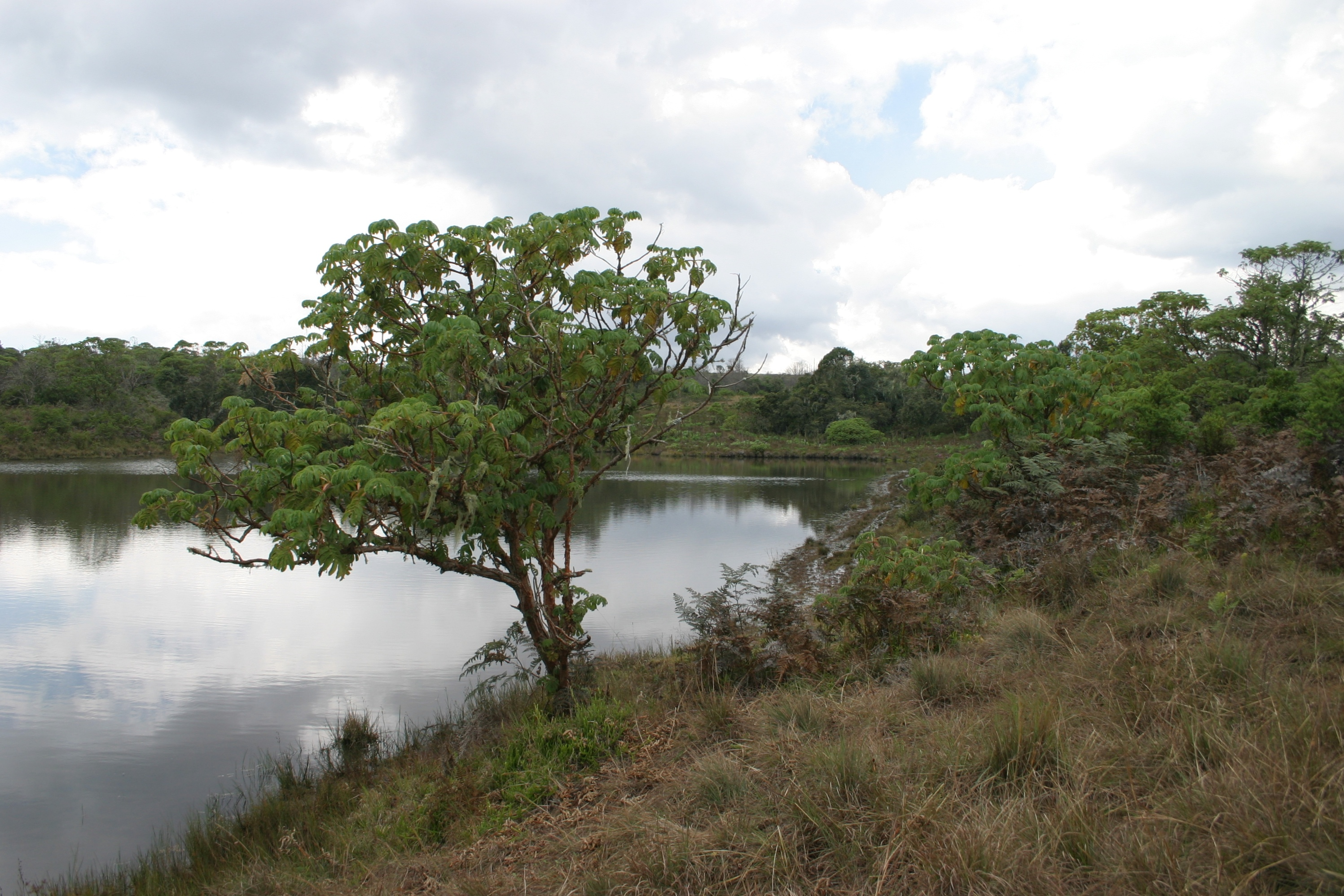
Llac Kaulime dins del parc

El parc cobreix pràcticament la totalitat de l'altiplà de Nyika al nord de Malawi, a uns 480 km al nord de Lilongwe i 60 km al nord de Rumphi per carretera. L'accés es fa per un únic camí de terra que es bifurca al nord de la carretera des de Rumphi fins al punt fronterer de Katumbi, i remunta el cingle sud-oest de l'altiplà, continua per la part superior, on forma la frontera amb Zàmbia, després baixa la cinglera nord-oest en una sèrie de revolts, i continua cap al nord fins al punt fronterer de Chisenga. Al cim de l'altiplà, un esperó va cap a l'est fins a Chelinda, la seu del parc més propera al centre. Tot i que el límit del parc es troba a 35 km de Livingstonia, no hi ha accés des del costat est.

## Característiques
El nom Nyika significa «d'on prové l'aigua», ja que l'elevació de l'altiplà el fa més humit que les zones circumdants. Altres significats suggerits són «desert» i «pastures baixes». La part superior es troba freqüentment sota una capa de núvols, tant a l'estació de pluges com a l'estació freda i seca quan les boires denses, anomenades Chiperoni, poden persistir fins ben entrada el matí i de vegades durant tot el dia. La humitat persistent fa que floreixin més de 200 tipus d'orquídies. Les praderies de Nyika són riques en flors silvestres durant tot l'any, però sobretot de gener a abril durant l'època de pluges.
La majoria de la gent visita el Parc de Nyika allotjant-se o conduint per sobre de l'altiplà, però això només representa al voltant d'un terç del parc nacional. Les cingleres i les zones de turons del nord baixen a menor altitud i presenten un paisatge molt més sec estacionalment. Aquest està dominat pel bosc de Brachystegia i el matoll de Protea a la zona entre la praderia i els boscos. Per viatjar a aquestes zones cal anar completament equipat per acampar i portar un guia local, ja que és una zona on perdre's fàcilment i no es recomana sortir de les carreteres senyalitzades sense el suport local.
L'altiplà està recomanat per fer-hi excursionisme i bicicleta de muntanya, així com excursions més convencionals en 4x4. La vegetació de muntanya atreu un gran nombre d'antílops des del diminut duiker comú fins a l'eland i el roan. Les zebres són força comunes prop de Chelinda i a la part més alta de l'altiplà. Es diu que el parc té una de les densitats de lleopards més altes de l'Àfrica Central, però això no ha estat recolzat per cap revisió científica en els últims 20 anys i tots els mamífers pateixen canvis en les poblacions que poden ser ràpids. Al ser principalment nocturns es veuen poques vegades, tot i que regularment s'han trobat rastres i senyals. Hi ha una sèrie d'espècies de mamífers més petits com ara els facoquers i porcs senglar dels matolls, els gats més petits i el porc espí. Sovint es veuen elefants a qualsevol part de l'altiplà, però ara els búfals són rars o probablement s'han extingit. Les empremtes de peülles associades amb elles al nord del parc probablement representen bestiar domèstic errant d'Uledi. Recentment s'han vist lleons a l'altiplà.
Al parc s'han registrat més de 400 espècies d'ocells. La rara avutarda de Denham i la grua barbuda es troben entre les que es poden veure, així com el francolí d'ales vermelles, endèmic de Nyika. També protegeix algunes espècies endèmiques rares i en perill d'extinció, entre les quals hi trobem la Lexodanta africana, l'Hippogratus equinum i el Bugeramus caraculentu.
Altres atraccions inclouen cascades, les més impressionants són les cascades de Chisanga, on el riu North Rukuru cau de l'altiplà fins al districte de Thalire, refugi de roques neolítics, piscines de truites i fins i tot un «llac màgic». El Chelinda Camp, recentment reformat, i la nova cabana de troncs ofereixen un allotjament i unes instal·lacions excel·lents. Hi ha una pista d'aterratge per a safaris amb vol.

La reserva de caça del pantà de Vwaza, situada més baix, és a prop del parc nacional de Nyika i s'hi pot accedir des de la carretera de Rumphi a l'arribada o a la sortida a la porta d'entrada de Nyika a Thazima.

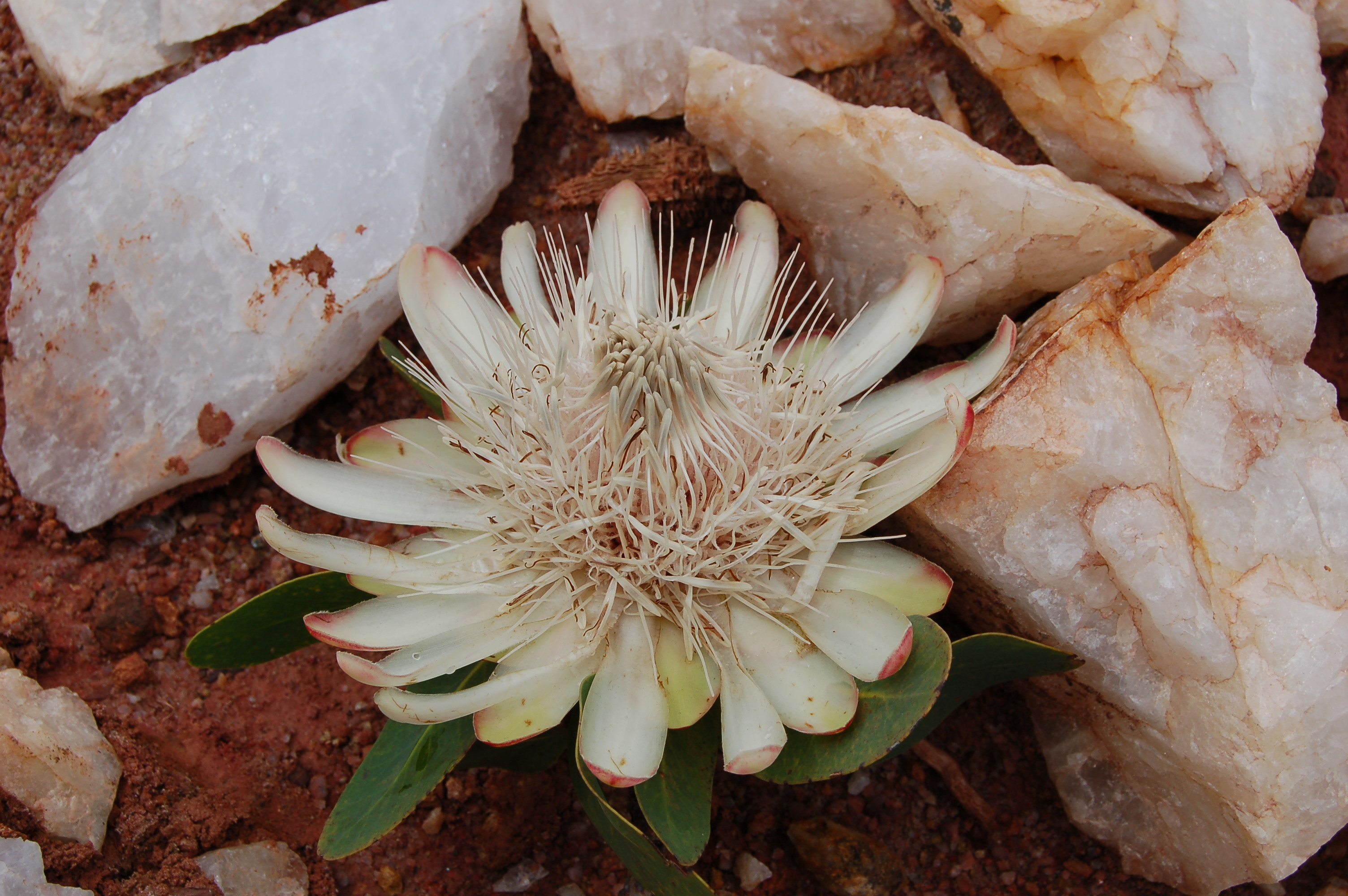
Una flor entre pedres de quarsal parc nacional de Nyika.
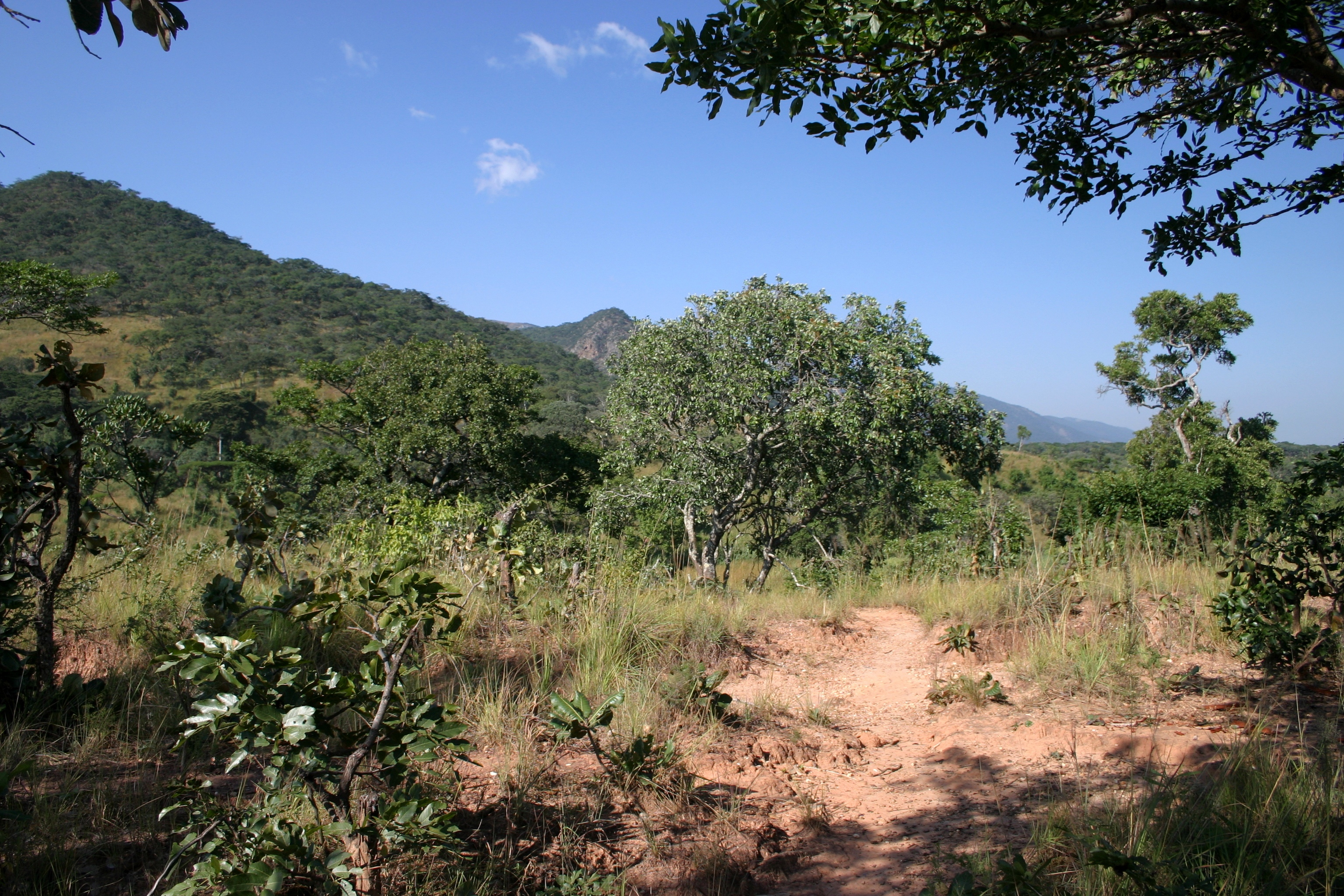
Bosc de Miombo dins del parc
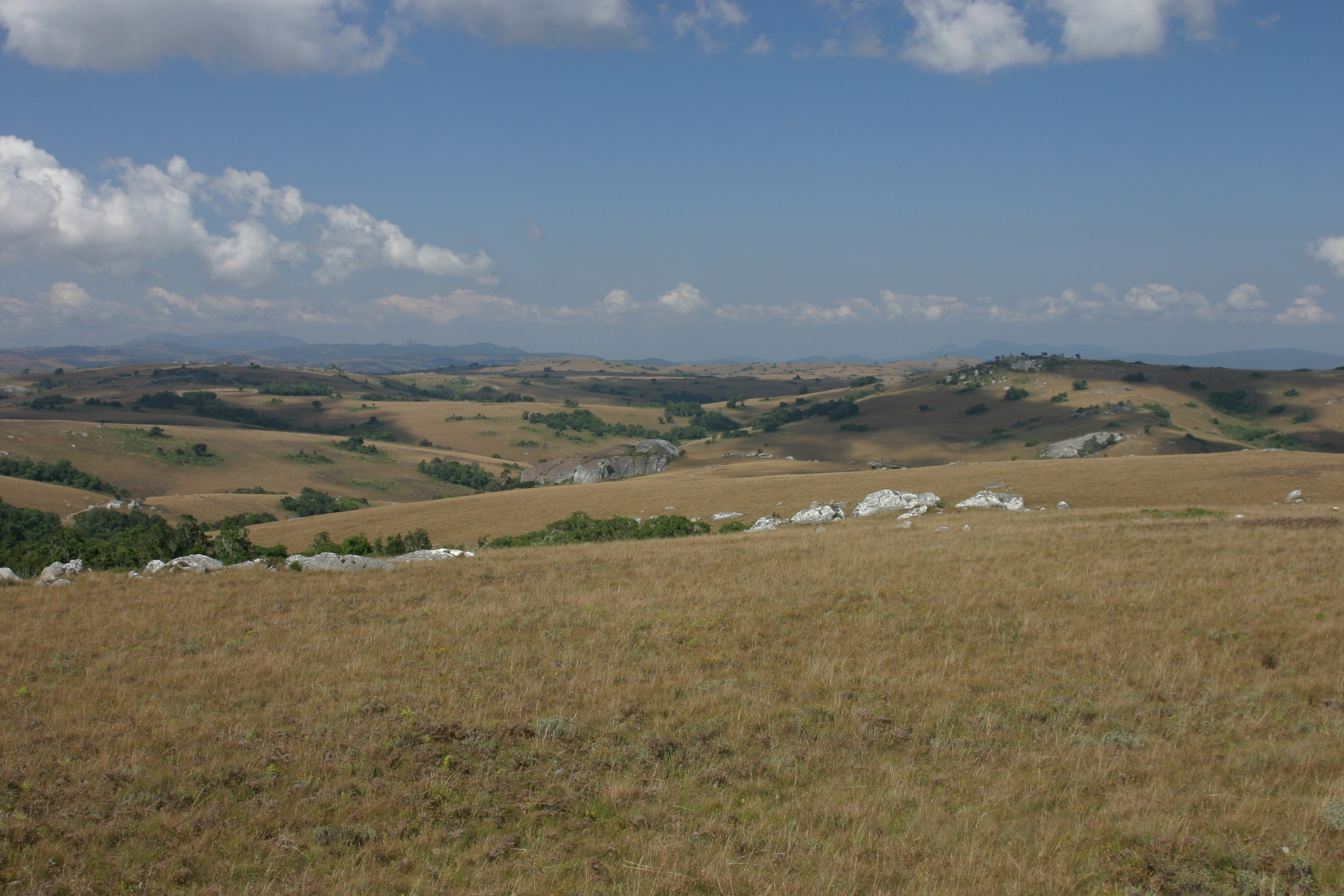
Paisatge típic de l'altiplà
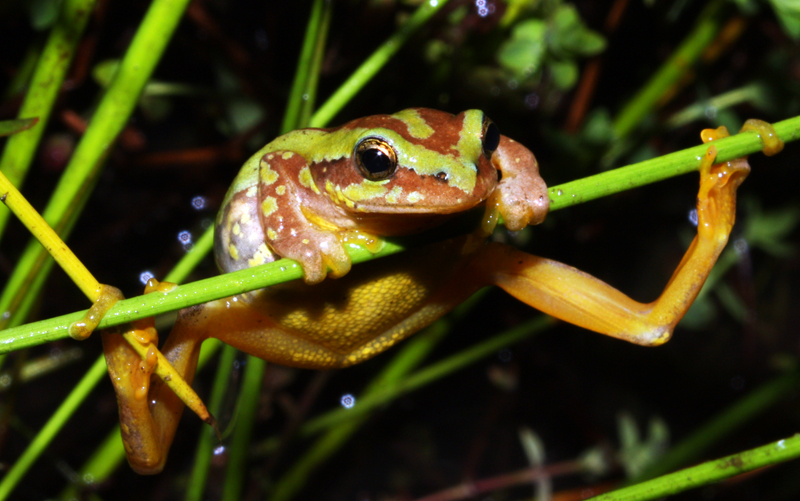
Hyperolius pictus

## El parc adjacent de Zàmbia
La part occidental de la carretera de l'altiplà quan travessa la part superior es troba a Zàmbia, que també anomena la seva part Parc Nacional de Nyika, i que en el seu costat està format per una zona de 80 km2. Com que no hi ha cap altra carretera, els zambians només hi poden arribar a través de Malawi. El parc de Zàmbia inclou un descans de l'època colonial amb unes vistes esplèndides a l'oest. Durant l'època en què era l'únic allotjament a qualsevol dels dos parcs, les persones de Malawi que s'hi allotjaven no havien de passar per cap tràmit fronterer, sinó que pagaven una «taxa d'entrada a Zàmbia» juntament amb la factura de l'allotjament. La casa de descans va tancar l'any 1998, i tot i les propostes per reobrir-lo aquestes no van avançar més recentment (2015) seguia abandonat.

## Estat de Patrimoni de la Humanitat
Aquest lloc va ser afegit a la llista provisional del Patrimoni Mundial de la UNESCO el 17 de maig de 2000, en la categoria Mixta (Cultural + Natural). Encara no ha avançat cap a l'acceptació.